# Nicole Pani
Pour les articles homonymes, voir Montandon (homonymie).
Nicole Pani (née Montandon le 30 octobre 1948 à Suresnes) est une athlète française, spécialiste des épreuves de sprint. Elle est l'épouse du sauteur en longueur Jack Pani.

## Biographie
Elle s'impose dès 1966 en juniors en 11 s 8 au 100 m, 24 s 3 au 200 m. Cette année-là, elle participe aux Jeux Européens juniors à Odessa (ex URSS). Elle termine 2e du 200 mètres et du relais 4 x 100 mètres (*).
Elle participe aux Jeux olympiques de 1968, à Mexico et se classe 5e de l'épreuve du 200 m en 23 s 0 et 8e du relais 4 × 100 mètres.
Elle remporte la médaille d'argent du 100 m lors des Jeux méditerranéens de 1971. En 1972, elle se classe 2e du relais 4 × 1 tour des Championnats d'Europe en salle de Grenoble, en compagnie de Michèle Beugnet, Claudine Meire et Christiane Marlet.

## Palmarès
- 29  sélections en Équipe de France A
- 5  sélections en Équipe de France Jeunes

Championnats de France Élite :
- Vainqueur du 200 m en 1968

| Date | Compétition                    | Lieu     | Résultat | Épreuve           |
| ---- | ------------------------------ | -------- | -------- | ----------------- |
| 1968 | Jeux olympiques                | Mexico   | 5e       | 200 m             |
| 1971 | Jeux méditerranéens            | Izmir    | 2e       | 100 m             |
| 1971 | Jeux méditerranéens            | Izmir    | 2e       | 4 × 100 m         |
| 1972 | Championnats d'Europe en salle | Grenoble | 2e       | Relais 4 × 1 tour |

## Records
- Elle améliore à quatre reprises le record de France du 200 mètres[2] pour le porter à 23 s 0 en 1968 à Mexico.
- Elle améliore à douze reprises le record de France du relais 4 × 100 mètres pour le porter à 44 s 2 en 1974 à Rome.
- Elle améliore à 2 reprises le record de France du relais 4 × 200 mètres[3] pour le porter à 1 min 35 s 3 en 1975 à Bourges.

| Épreuve | Performance | Lieu | Date |
| ------- | ----------- | ---- | ---- |
| 100 m   | 11 s 82     |      | 1975 |
| 200 m   | 23 s 02     |      | 1968 |
| 400 m   | 56 s 3      |      | 1972 |